# Cosne-Cours-sur-Loire
Pour les articles homonymes, voir Cosne.
Cosne-Cours-sur-Loire ([kon kuʁ syʁ lwaʁ]), souvent abrégée en Cosne-sur-Loire ([kon syʁ lwaʁ]), du nom de l'ancienne commune, est une commune française située dans le département de la Nièvre, en région Bourgogne-Franche-Comté.
Elle résulte de la fusion au 1er janvier 1973 des communes de Cosne-sur-Loire et de Cours.

## Géographie

Représentations cartographiques de la commune
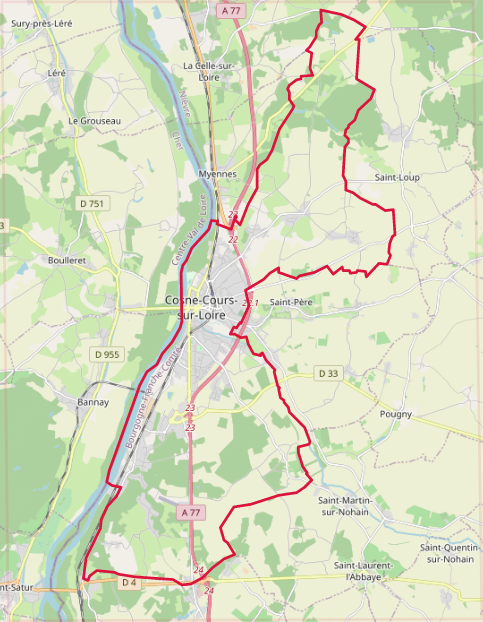
Carte OpenStreetMap.
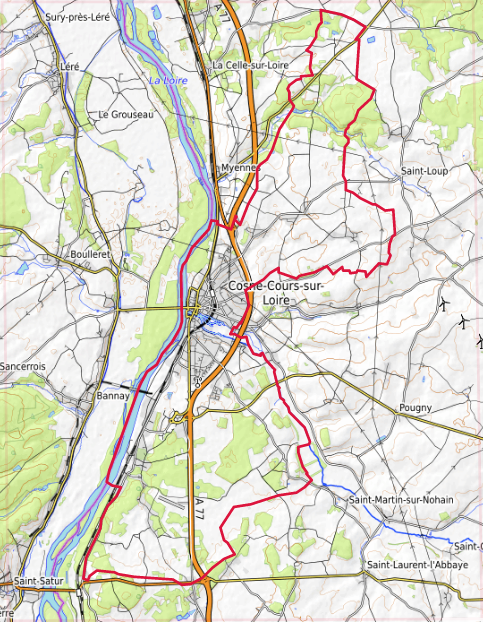
Carte topographique.

### Localisation
Cosne-Cours-sur-Loire se situe au sud-est de Montargis (80 km) et de Paris (190 km) et au nord-ouest de la préfecture départementale, Nevers (55 km) ; elle est de plus à 59 km au nord-est de Bourges, et respectivement à 115 km et 215 km au nord de Moulins et de Clermont-Ferrand.
Cosne-Cours-sur-Loire est la deuxième ville de la Nièvre en nombre d'habitants. Elle est située au nord-ouest du département, au confluent de la Loire et du Nohain.

### Communes limitrophes
Les communes limitrophes sont Bannay, Boulleret, La Celle-sur-Loire, Myennes, Saint-Loup-des-Bois, Saint-Martin-sur-Nohain, Saint-Père, Saint-Vérain et Tracy-sur-Loire.

### Climat
Pour des articles plus généraux, voir Climat de la Bourgogne-Franche-Comté et Climat de la Nièvre.
En 2010, le climat de la commune est de type climat océanique dégradé des plaines du Centre et du Nord, selon une étude du Centre national de la recherche scientifique s'appuyant sur une série de données couvrant la période 1971-2000. En 2020, Météo-France publie une typologie des climats de la France métropolitaine dans laquelle la commune est exposée à un climat océanique altéré et est dans la région climatique  Centre et contreforts nord du Massif Central, caractérisée par un air sec en été et un bon ensoleillement. 
Pour la période 1971-2000, la température annuelle moyenne est de 10,7 °C, avec une amplitude thermique annuelle de 15,4 °C. Le cumul annuel moyen de précipitations est de 728 mm, avec 11,2 jours de précipitations en janvier et 7,4 jours en juillet. Pour la période 1991-2020, la température moyenne annuelle observée sur la station météorologique de Météo-France la plus proche, « Léré », sur la commune de Léré à 8 km à vol d'oiseau, est de 11,6 °C et le cumul annuel moyen de précipitations est de 710,5 mm. 
La température maximale relevée sur cette station est de 41,9 °C, atteinte le 25 juillet 2019 ; la température minimale est de −13,3 °C, atteinte le 9 février 2012,,. 
| Mois                                  | jan.           | fév.           | mars           | avril         | mai           | juin          | jui.          | août           | sep.          | oct.          | nov.             | déc.           | année      |
| ------------------------------------- | -------------- | -------------- | -------------- | ------------- | ------------- | ------------- | ------------- | -------------- | ------------- | ------------- | ---------------- | -------------- | ---------- |
| Température minimale moyenne (°C)     | 0,8            | 0,5            | 2,4            | 4,4           | 8,1           | 11,4          | 13            | 12,7           | 9,3           | 7,2           | 3,6              | 1,3            | 6,2        |
| Température moyenne (°C)              | 4,1            | 4,8            | 7,8            | 10,7          | 14,3          | 18            | 19,8          | 19,6           | 16            | 12,4          | 7,5              | 4,6            | 11,6       |
| Température maximale moyenne (°C)     | 7,4            | 9              | 13,2           | 16,9          | 20,5          | 24,5          | 26,6          | 26,6           | 22,7          | 17,6          | 11,4             | 8              | 17         |
| Record de froid (°C) date du record   | −11,9 13.01.03 | −13,3 09.02.12 | −12,4 01.03.05 | −6,4 04.04.22 | −1,4 03.05.21 | 1,9 12.06.11  | 4,8 21.07.08  | 2,8 30.08.1998 | −1,2 20.09.12 | −6,7 19.10.09 | −10,9 24.11.1998 | −11,2 19.12.07 | −13,3 2012 |
| Record de chaleur (°C) date du record | 16,5 01.01.23  | 21,7 27.02.19  | 26,3 31.03.21  | 29,3 20.04.18 | 31,5 25.05.09 | 39,8 27.06.19 | 41,9 25.07.19 | 40,4 11.08.03  | 36,4 10.09.23 | 30,7 13.10.23 | 23,4 07.11.15    | 17,9 05.12.06  | 41,9 2019  |
| Précipitations (mm)                   | 55,7           | 48,2           | 49,9           | 58,3          | 67,4          | 55,4          | 61,6          | 59,3           | 58,6          | 65,4          | 66,4             | 64,3           | 710,5      |

| Diagramme climatique                                  |          |             |             |             |              |            |              |             |             |             |          |
| J                                                     | F        | M           | A           | M           | J            | J          | A            | S           | O           | N           | D        |
| 7,40,855,7                                            | 90,548,2 | 13,22,449,9 | 16,94,458,3 | 20,58,167,4 | 24,511,455,4 | 26,61361,6 | 26,612,759,3 | 22,79,358,6 | 17,67,265,4 | 11,43,666,4 | 81,364,3 |
| Moyennes : • Temp. maxi et mini °C • Précipitation mm |          |             |             |             |              |            |              |             |             |             |          |

Les paramètres climatiques de la commune ont été estimés pour le milieu du siècle (2041-2070) selon différents scénarios d'émission de gaz à effet de serre à partir des nouvelles projections climatiques de référence DRIAS-2020. Ils sont consultables sur un site dédié publié par Météo-France en novembre 2022.

## Urbanisme

### Typologie
Au 1er janvier 2024, Cosne-Cours-sur-Loire est catégorisée petite ville, selon la nouvelle grille communale de densité à sept niveaux définie par l'Insee en 2022.
Elle appartient à l'unité urbaine de Cosne-Cours-sur-Loire, une unité urbaine monocommunale constituant une ville isolée,. Par ailleurs la commune fait partie de l'aire d'attraction de Cosne-Cours-sur-Loire, dont elle est la commune-centre,. Cette aire, qui regroupe 30 communes, est catégorisée dans les aires de moins de 50 000 habitants,.

### Occupation des sols

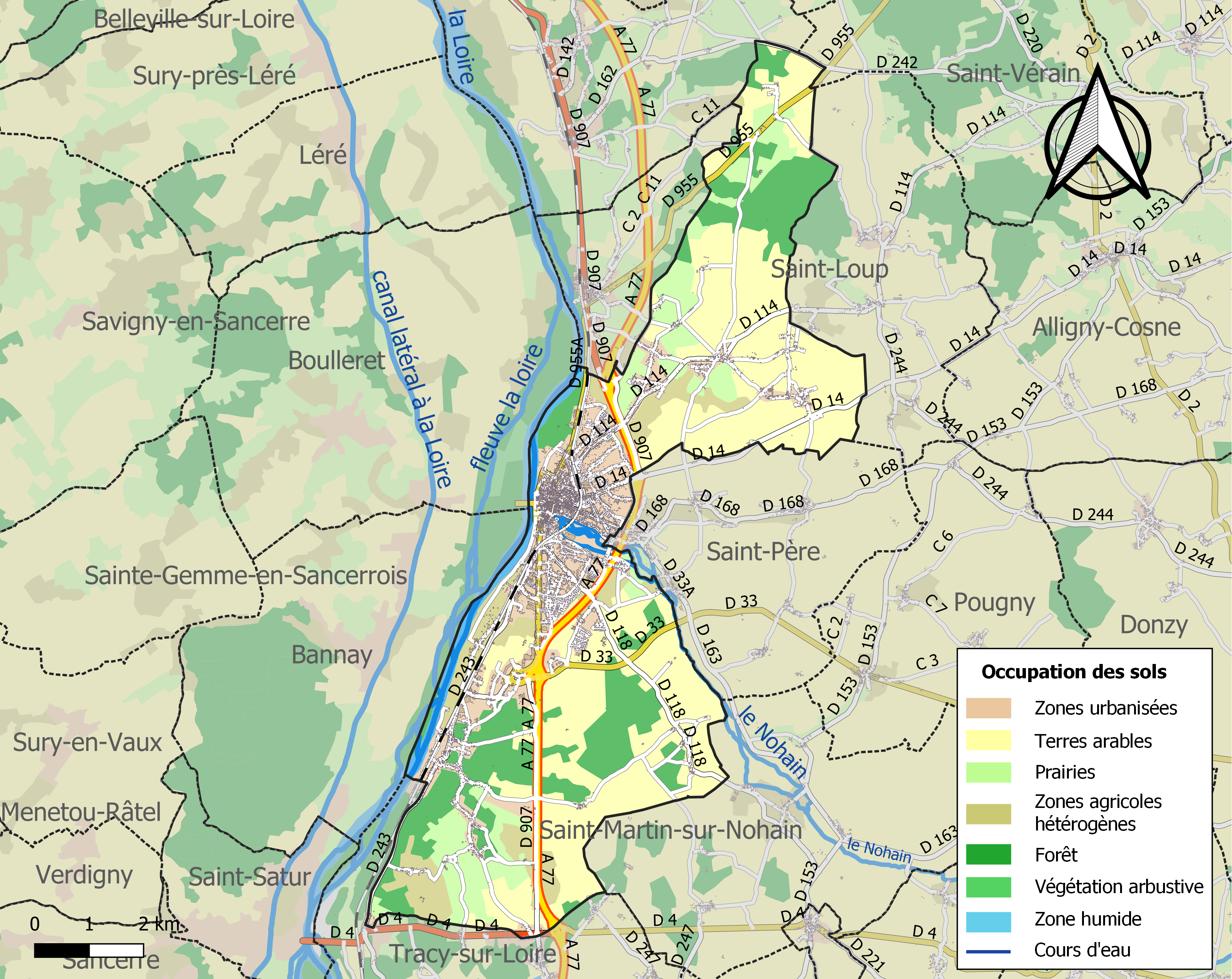
Carte des infrastructures et de l'occupation des sols de la commune en 2018 (CLC).

L'occupation des sols de la commune, telle qu'elle ressort de la base de données européenne d’occupation biophysique des sols Corine Land Cover (CLC), est marquée par l'importance des territoires agricoles (60,9 % en 2018), en diminution par rapport à 1990 (65,8 %). La répartition détaillée en 2018 est la suivante : terres arables (41,8 %), forêts (18,6 %), zones urbanisées (13,7 %), prairies (10 %), zones agricoles hétérogènes (9,1 %), zones industrielles ou commerciales et réseaux de communication (4,2 %), eaux continentales (2 %), espaces verts artificialisés, non agricoles (0,6 %). L'évolution de l’occupation des sols de la commune et de ses infrastructures peut être observée sur les différentes représentations cartographiques du territoire : la carte de Cassini (XVIIIe siècle), la carte d'état-major (1820-1866) et les cartes ou photos aériennes de l'IGN pour la période actuelle (1950 à aujourd'hui).

### Voies de communication et transports
La ville est reliée à Paris en voiture par l'« autoroute de l'Arbre » A77 et la RN 7 et en train par la ligne de Moret - Veneux-les-Sablons à Lyon-Perrache qui assure des liaisons entre Clermont-Ferrand et Paris-Bercy.
Jusqu'à la Seconde Guerre mondiale, la ville était reliée à Saint-Amand-en-Puisaye par un train en voie métrique appelé le Tacot (locomotive de type Corpet-Louvet) qui servait notamment à acheminer les poteries de Saint-Amand-en-Puisaye et serpentait à travers la campagne via Cours, Villeprevoir (première halte sise de nos jours sur un sentier de randonnée : « le chemin du Tacot » ; la gare est visible et restaurée intacte par ses propriétaires) puis Saint-Loup, Alligny-Cosne et Saint-Vérain (où la gare est aussi visible). La faible rentabilité du transport voyageurs et les 55 passages à niveau non protégés ont conduit au démontage intégral de cette ligne.
Le viaduc de Port-Aubry, construit en 1890-1893 sous la direction d'Armand Moisant, se dresse au-dessus de la Loire en amont de la ville. Long de 828 mètres, il relie Port-Aubry (lieu-dit situé au sud de Cosne) à Bannay (Cher). Cet ouvrage de la ligne de Saint-Germain-du-Puy à Cosne-Cours-sur-Loire a été construit par la Compagnie du chemin de fer de Paris à Orléans, d'où le nom qui lui est donné localement de « pont du P.-O. ».

## Toponymie
Le nom de la localité est attesté sous la forme Condate au IIe siècle (Ptolémée) et au IVe siècle (Itinéraire d'Antonin).
Cosne est issu directement de Condate, mot celtique (gaulois) signifiant « confluent, confluence (réunion) ». La forme Cosne, au lieu du plus commun Condé (langue d'oïl) attendu, s'explique par un déplacement de l'accent tonique. Cosne est effectivement situé à la confluence du Nohain et de la Loire dans laquelle il se jette à cet endroit.
Cours est attesté sous la forme de Curte en 1147. Il s'agit du gallo-roman *CŌRTE « cour → ferme, domaine » issu du latin vulgaire cōrtem ou curtis. La graphie actuelle cours est fantaisiste, tout comme l'orthographe du français cour que l'on a cru être issu du latin curia, alors qu'il procède de cōrtem / curtis, d'où courtois (ancien français corteis) cf. aussi les toponymes en -court et l'anglais court emprunté au français.

## Histoire

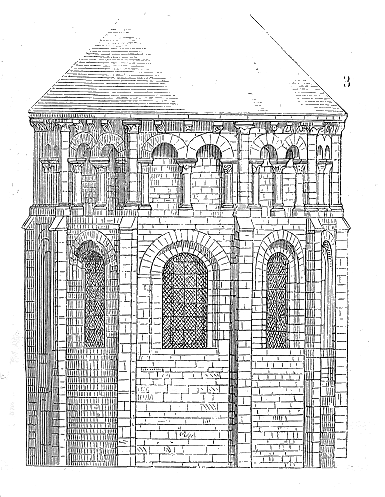
L'abside de l'église Saint-Aignan, d'après Viollet-le-Duc.

Le territoire de la commune est peuplé depuis la Préhistoire.
En 596, le règlement de saint Aunaire, 18e évêque d'Auxerre (572-605), inclut Cosne (Cône) dans les trente principales paroisses du diocèse.
Puis le site de Cosne voit plusieurs affrontements à travers l'Histoire, tels que la guerre de Cent Ans et les guerres de religion. Henri V de Lancastre, malade, tente de rejoindre la garnison bourguignonne de Cosne, mais meurt de la dysenterie à Vincennes en 1422.
Vers le XVIIe siècle, la ville commence à se développer grâce à l'industrie métallurgique et à la navigation sur la Loire où sont acheminés les différents objets de cette industrie prospère à l'époque.
Pierre Babaud de La Chaussade (1706-1792) fonde en 1735 les forges de la Chaussade qui deviennent les forges royales de la Chaussade où sont fabriqués des ancres, des canons et d'autres accessoires pour la Marine royale. La production est acheminée par la Loire, fleuve navigable à cette époque. À partir de 1860, les forges commencent à péricliter avec l'arrivée du chemin de fer qui remplace peu à peu les voies navigables. Les forges ferment définitivement en 1872.
Aujourd'hui, il ne reste que la « grille d'entrée des anciennes forges royales de la Chaussade (fin du XVIIe siècle) », avec une plaque citant un extrait d'une lettre de Madame de Sévigné qui visite les lieux le 30 septembre 1677.
En 1833, est construit le premier pont sur la Loire, qui est détruit pendant la Seconde Guerre mondiale.
Le quartier Saint-Laurent est construit à partir de la fin des années 1950, et compte un millier de logements pour 2 000 habitants durant les années 1980. Dans le cadre de sa réhabilitation, six immeubles du quartier sont détruits en 2020 et d'autres rénovés. Classé quartier prioritaire, Saint-Laurent compte 1 060 habitants en 2020 pour un taux de pauvreté de 51 %,. 
L'activité industrielle métallurgique a connu une grande importance pour le développement de Cosne jusqu'à aujourd'hui. Les années 1990 et le début de la décennie 2000 ont connu une large crise dans ce secteur qui fut l'activité principale de la ville pendant plusieurs siècles.

## Politique et administration

### Rattachements administratifs et électoraux

#### Circonscriptions de rattachement
La commune appartient à l'arrondissement et au canton de Cosne-Cours-sur-Loire, supprimé en 1985 et recréé lors du redécoupage cantonal de 2014. Avant cette date, la commune comptait deux cantons : Cosne-Cours-sur-Loire-Nord et Cosne-Cours-sur-Loire-Sud.
En ce qui concerne l'élection des députés, Cosne-sur-Loire fait partie de la première circonscription de la Nièvre, représentée depuis juin 2017 par Perrine Goulet (MoDem).

#### Intercommunalité
Depuis le 1er janvier 2017, date de sa création, la commune appartient à la communauté de communes Cœur de Loire dont elle est la ville-centre et le siège. Cette nouvelle intercommunalité est issue de la fusion de trois communautés de communes dont celle de Loire et Nohain fondée le 1er janvier 2000 et à laquelle Cosne-sur-Loire était rattachée.
| Élections                  | Élections                     | Circonscription électorale           | Élu de la circonscription       | Élu de la circonscription | Élu de la circonscription | Élu de la circonscription |
| Niveau                     | Type                          | Circonscription électorale           | Titre                           | Nom                       | Début de mandat           | Fin de mandat             |
| -------------------------- | ----------------------------- | ------------------------------------ | ------------------------------- | ------------------------- | ------------------------- | ------------------------- |
| Commune / Intercommunalité | Municipales et communautaires | Cosne-Cours-sur-Loire                | Maire                           | Gilbert Lienhard          | 2025                      | 2026                      |
| Commune / Intercommunalité | Municipales et communautaires | Communauté de communes Cœur de Loire | Président de l'intercommunalité | Sylvain Cointat           | 2020                      | 2026                      |
| Département                | Départementales               | Canton de Cosne-Cours-sur-Loire      | Conseillère départementale      | Anne-Marie Chêne          | 2021                      | 2028                      |
| Département                | Départementales               | Canton de Cosne-Cours-sur-Loire      | Conseiller départemental        | Franck Michot             | 2021                      | 2028                      |
| Région                     | Régionales                    | Bourgogne-Franche-Comté              | Présidente du conseil régional  | Marie-Guite Dufay         | 2021                      | 2028                      |
| Pays                       | Législatives                  | Première circonscription             | Députée                         | Perrine Goulet            | 2024                      | 2027                      |

#### Institutions judiciaires
Sur le plan des institutions judiciaires, la commune relève du tribunal judiciaire (qui a remplacé le tribunal d'instance et le tribunal de grande instance le 1er janvier 2020), du tribunal pour enfants, du conseil de prud'hommes et du tribunal de commerce de Nevers, de la cour d'appel de Bourges, du tribunal administratif de Dijon et de la cour administrative d'appel de Lyon.

### Administration municipale
Le nombre d'habitants au dernier recensement étant compris entre 5 000 et 9 999, le nombre de membres du conseil municipal est de 29.

### Liste des maires

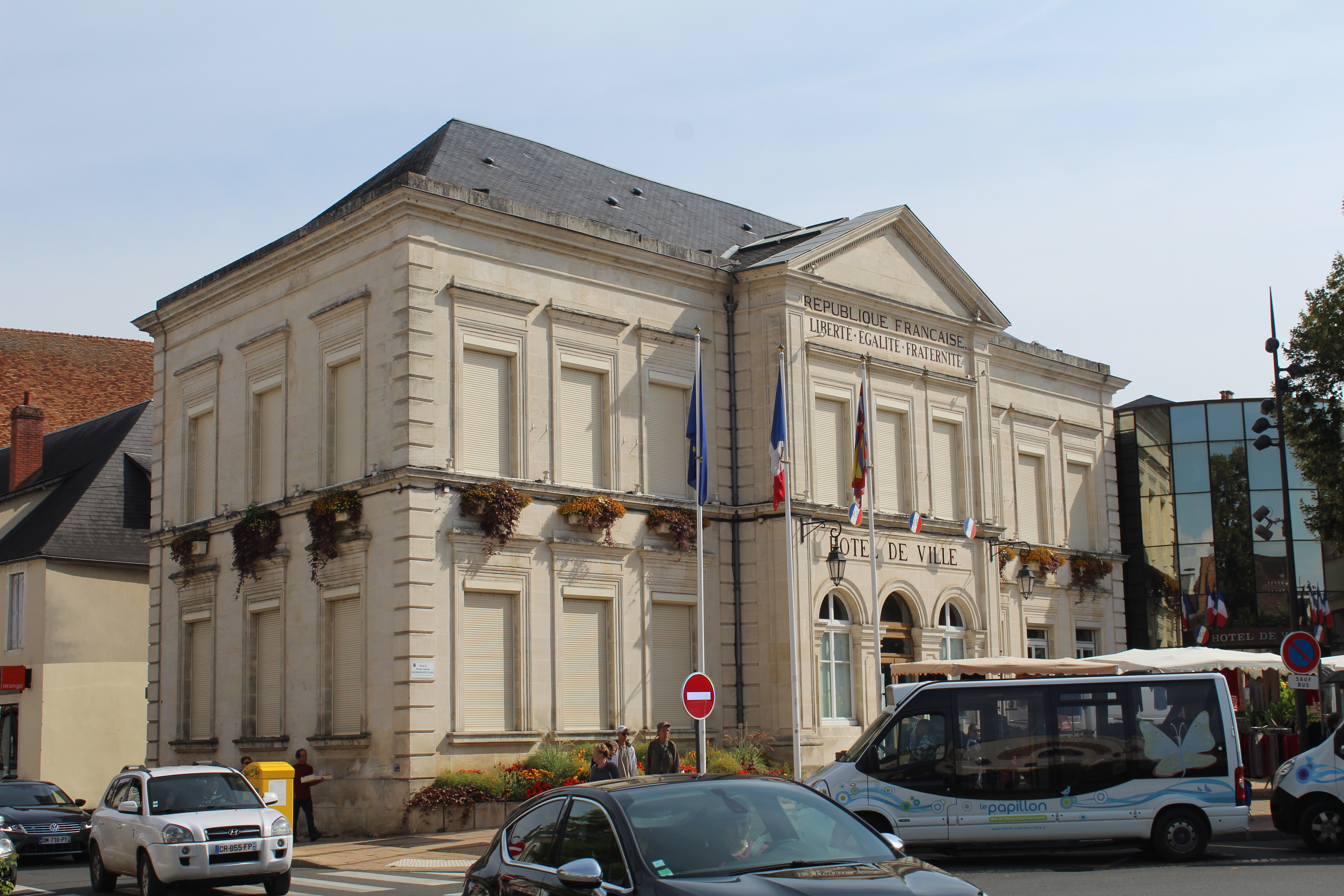
L'hôtel de ville.

Depuis 1973, année de la création de la commune de Cosne-Cours-sur-Loire, sept maires se sont succédé. Le maire actuel, Gilbert Lienhard, a été élu le 26 juin 2025 à la suite de Daniel Gillonnier, décédé en fonction le 14 juin 2025.
| Période      | Période                       | Identité                    | Étiquette   | Qualité |
| ------------ | ----------------------------- | --------------------------- | ----------- | --- |
| janvier 1973 | mars 1977                     | Robert Nabéris              | DVD         | Chef d'entreprise |
| mars 1977    | mars 1989                     | Jacques Huyghues des Étages | PS          | Médecin Député de la Nièvre (2e circ.) (1973 → 1986 et 1988 → 1993) Conseiller général de Cosne-Cours-sur-Loire (1970 → 1982)                                                                                   |
| mars 1989    | mars 2008                     | Didier Béguin               | UDF puis NC | Préparateur en pharmacie Député de la Nièvre (2e circ.) (1993 → 1997) Conseiller général de Cosne-Cours-sur-Loire-Sud (1985 → 1994)                                                                             |
| mars 2008    | mars 2014                     | Alain Dherbier              | PS          | Cadre BTP retraité Président de la CC Loire et Nohain (? → 2017) |
| mars 2014    | juillet 2020                  | Michel Veneau               | DVD         | Retraité de la viticulture Conseiller général de Cosne-Cours-sur-Loire-Sud (2001 → 2015) Conseiller départemental de Cosne-Cours-sur-Loire (2015 → 2021) 3e vice-président de la CC Cœur de Loire (2017 → 2020) |
| juillet 2020 | juin 2025 (décès)             | Daniel Gillonnier           | DVG         | Chef d'entreprise retraité 1er vice-président de la CC Cœur de Loire (2020 → 2025) |
| juin 2025    | En cours (au 12 juillet 2025) | Gilbert Lienhard            |             | Retraité de la Gendarmerie Premier adjoint au maire (2020 → 2025) 7e vice-président de la CC Cœur de Loire (2025 → )                                                                                            |

### Politique de développement durable

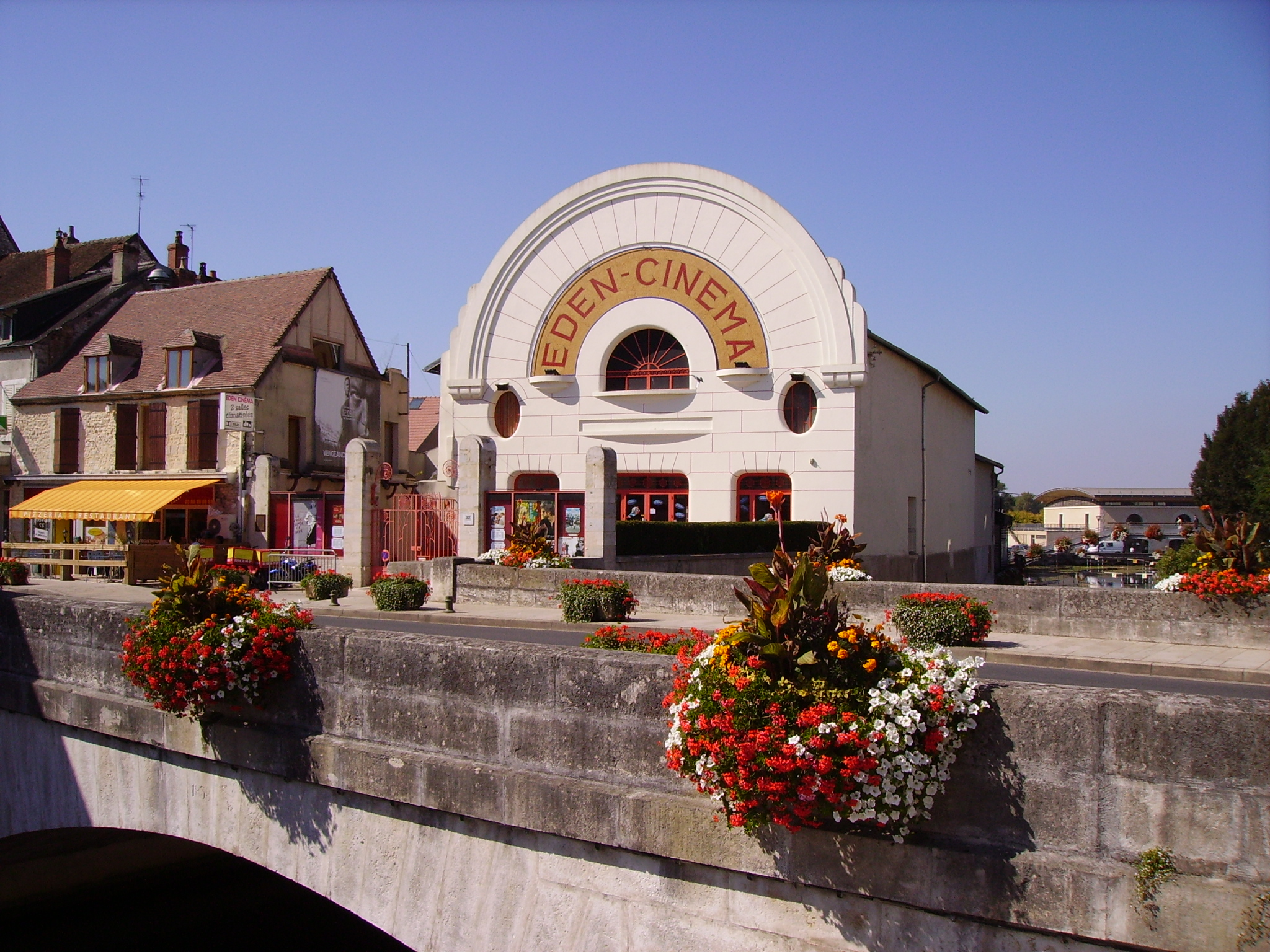
Centre-ville : pont fleuri sur le Nohain, près du cinéma Éden.

- La ville a engagé une politique de développement durable en lançant une démarche d'Agenda 21 en 2008[29]. La ville a été labellisée Agenda 21 local France par le ministère de l'Écologie, du Développement durable et de l'Énergie le 19 décembre 2013[30].
- La ville a été récompensée par trois fleurs au palmarès 2007 du concours des villes et villages fleuris[31].

## Population et société

### Démographie
L'évolution du nombre d'habitants est connue à travers les recensements de la population effectués dans la commune depuis 1793. Pour les communes de plus de 10 000 habitants les recensements ont lieu chaque année à la suite d'une enquête par sondage auprès d'un échantillon d'adresses représentant 8 % de leurs logements, contrairement aux autres communes qui ont un recensement réel tous les cinq ans,.
En 2022, la commune comptait 9 786 habitants, en évolution de −3,13 % par rapport à 2016 (Nièvre : −3,28 %, France hors Mayotte : +2,11 %).
| 1793  | 1800  | 1806  | 1821  | 1831  | 1836  | 1841  | 1846  | 1851  |
| ----- | ----- | ----- | ----- | ----- | ----- | ----- | ----- | ----- |
| 4 703 | 4 709 | 5 321 | 5 823 | 5 987 | 6 212 | 6 308 | 6 598 | 6 326 |

| 1856  | 1861  | 1866  | 1872  | 1876  | 1881  | 1886  | 1891  | 1896  |
| ----- | ----- | ----- | ----- | ----- | ----- | ----- | ----- | ----- |
| 6 147 | 6 340 | 6 575 | 6 210 | 6 851 | 7 401 | 7 790 | 8 672 | 8 610 |

| 1901  | 1906  | 1911  | 1921  | 1926  | 1931  | 1936  | 1946  | 1954  |
| ----- | ----- | ----- | ----- | ----- | ----- | ----- | ----- | ----- |
| 8 582 | 8 437 | 8 734 | 7 158 | 7 035 | 7 289 | 7 840 | 7 913 | 7 827 |

| 1962  | 1968  | 1975   | 1982   | 1990   | 1999   | 2006   | 2011   | 2016   |
| ----- | ----- | ------ | ------ | ------ | ------ | ------ | ------ | ------ |
| 8 802 | 9 601 | 12 088 | 12 463 | 12 123 | 11 399 | 11 185 | 10 484 | 10 102 |

| 2021  | 2022  | - | - | - | - | - | - | - |
| ----- | ----- | - | - | - | - | - | - | - |
| 9 437 | 9 786 | - | - | - | - | - | - | - |

### Jumelages
- Bad Ems (Allemagne) depuis 1974
- Harpenden (Royaume-Uni) depuis 1982
- Herentals (Belgique) depuis 1999

## Économie
Une antenne de la chambre de commerce et d'industrie de la Nièvre est située dans la ville.
La ville est, notamment, le siège de :
- Paragon Transaction (ex-RR Donnelley), imprimerie en continu qui en 2017 emploie 345 salariés[35] ;
- Altifort Smfi, qui fabrique des tubes et tuyaux en acier. En 2017, cette entreprise emploie 336 salariés. Le 29 août 2019, elle est placée en redressement judiciaire[36].

## Culture locale et patrimoine

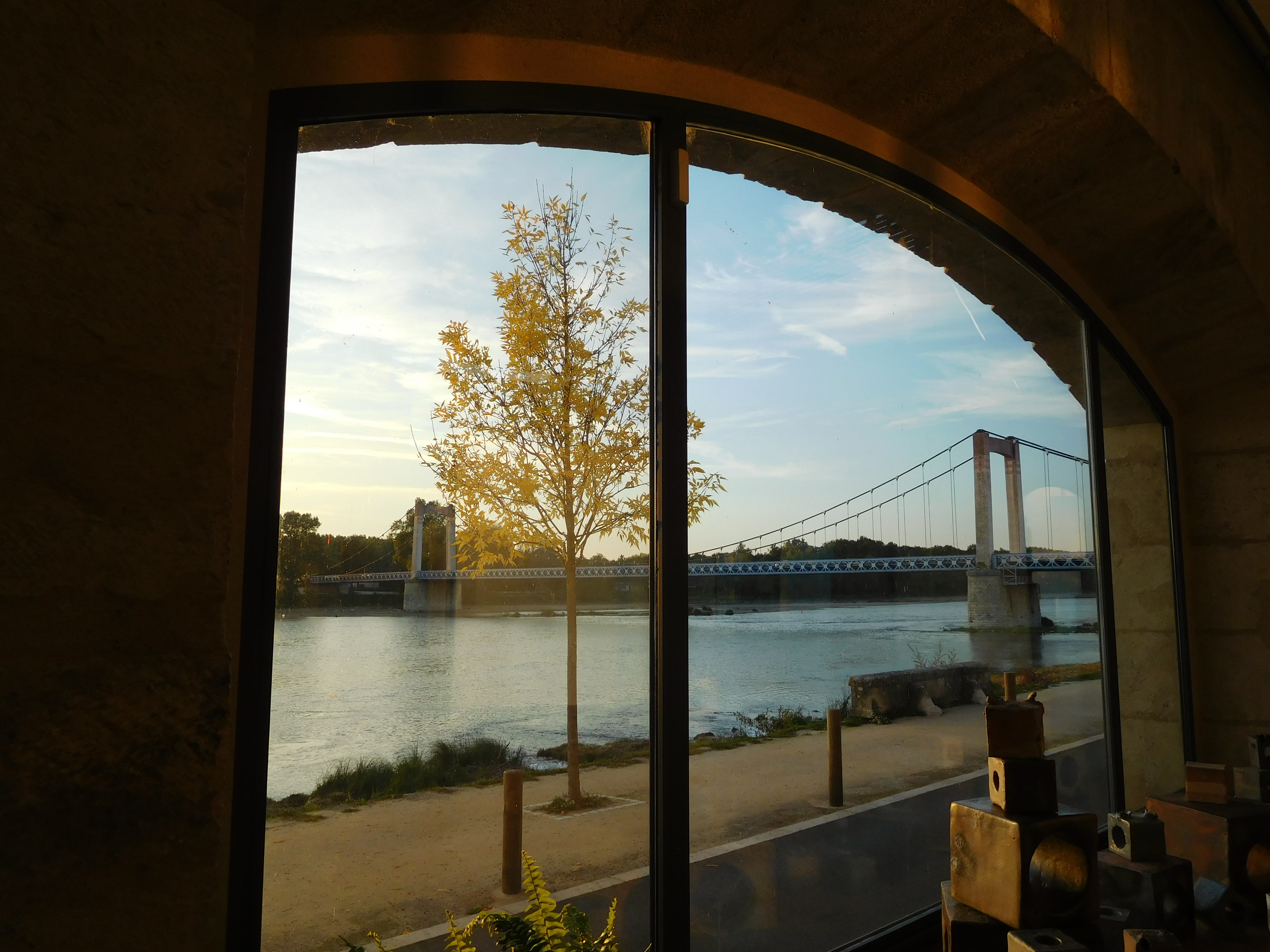
Le pont, le bord de Loire depuis la salle de la Chaussade.

### Lieux et monuments

#### Civils
- Le pont de Cosne-Cours-sur-Loire, emblématique de la ville, traversant le fleuve et partagé avec la commune de Boulleret.
- Le château des comtes et ducs de Nevers.
- La gare de Cosne-sur-Loire a été inaugurée par Napoléon III en 1861.
- Plaque commémorative, posée au cimetière Saint-Agnan le 2 novembre 2000, en l'honneur de Roger Bricoux. Il était l'un des musiciens de l'orchestre du Titanic et décéda dans le naufrage. Il est né à Cosne en 1891[37].
- Les deux lycées, l'un général et l'autre professionnel, ont été réunis en un seul ensemble scolaire et portent le nom commun de Pierre-Gilles-de-Gennes depuis le 1er septembre 2007. Ils portaient auparavant les noms respectifs de George-Sand et Pierre-Chevenard.
- Monument édifié en l'honneur du député républicain Alphonse Baudin (1811-mort sur les barricades le 3 décembre 1851). Ce monument, comme d'autres en France, est le résultat de la « souscription Baudin » qui touche le pays en 1868.
- Le portail « Sévigné », un vestige des forges royales de la Chaussade, ainsi qu'une ancre de marine de 2 580 kg fabriquée dans ces forges en 1861, exposée sur le quai de Loire réaménagé début 2011, près du jardin Sévigné.
- La rue des Mulets, la plus ancienne de la ville.
- Plusieurs bâtiments du centre historique, rue Alphonse-Baudin, démolis en 2019[38],[39].
- L'ancien palais de justice.
- Le musée de la Loire est depuis la fin des années 1980 établi dans l'ancien couvent des Augustins et corps de garde.
- La médiathèque (ouverte en 2009) appartient au réseau des médiathèques de la communauté de communes Cœur de Loire, comme celles de Donzy et de Neuvy-sur-Loire.
- L'ancienne salle des fêtes de la Chaussade, devenue restaurant bistronomique (le M) depuis 2019, est l'un des bâtiments conservés des anciennes forges de la Chaussade donnant sur la Loire et le Nohain.
- Le Cinéma Éden, inscrit à l'inventaire supplémentaire des monuments historiques.

#### Religieux
- Église Saint-Jacques du XVe siècle (ancienne collégiale Saint-Laurent bâtie par Hugues de Chalon, 47e évêque d'Auxerre 999-1039[40]), classée monument historique depuis le 1er octobre 1930. Façade originale avec pignon, portail et fenêtre décalés. Vitrail de saint Nicolas évoquant la crue de la Loire de 1846[Note 11],[41].
- Église Saint-Aignan, classée monument historique depuis 1862. Édifice du XIe siècle. Abside et absidioles, portail, clocher du XIIIe siècle. Ensemble décoratif évoquant la lutte du Bien et du Mal. Vitraux de 1954[Note 12],[41]. À l'intérieur, statuette de la Vierge mère au cœur, en bois polychrome du XVIIIe siècle, provenant de la chapelle Sainte-Brigitte de Villechaud et  Inscrit MH (1973)[42]. Une Sainte Anne et la Vierge, en faïence de Nevers, polychromie, ce groupe est  Classé MH (1974), et provient également de la chapelle Sainte-Brigitte de Villechaud[43].
- Ancien couvent des Augustins, inscrit monument historique depuis le 15 juin 1977. Il occupait tout l'espace situé dans l'environnement immédiat de La Poste et du musée, seules l'ancienne chapelle (en travaux en 2020) et une partie des bâtiments conventuels située le long du Nohain sont aujourd'hui conservées.

### Personnalités liées à la commune
- Nithard (IXe siècle), petit-fils de Charlemagne et chroniqueur franc, y écrivit son Histoire des fils de Louis le Pieux.
- Pierre Justin Couroux-Desprez (1757-1823), homme politique décédé à Cosne.
- Pierre Charles Gambon (1810-1864), homme politique, fut médecin à Cosne.
- Charles Ferdinand Gambon (1820-1887), frère du précédent, homme politique, a fini sa vie à Cosne.
- François Augère (né à Cosne en 1824-1910), homme politique[44],[45].
- Tony Moilin (né à Cosne en 1832-1871), médecin et homme politique.
- Henri Cochon de Lapparent (né à Cosne en 1840-1931), agronome et haut fonctionnaire.
- Gustave Ravier (1850 à Cosne-sur-Loire - 1918), homme politique, maire de Savigny-en-Sancerre, député du Cher de 1906 à 1910.
- Charles Girault (né à Cosne en 1851-1932), architecte et maître d'œuvre du Petit Palais.
- Paul Doumer (1857-1932), président de la République française, a vécu à Cosne de 1921 à 1932.
- Émile Fernand-Dubois (1869-1952), sculpteur, a vécu à Cosne où il est inhumé ; il fut le premier conservateur du musée de la Loire.
- Marthe Mellot (née à Cosne en 1870-1947), actrice, immortalisée sur une affiche de Toulouse-Lautrec.
- Albert Dardy (1874-1921), écrivain, peintre paysagiste et soldat, a vécu à Cosne de 1899 à 1915. Une plaque a été inaugurée à sa mémoire en 2009 à Cosne.
- René Bureau (1887-1921), homme politique, a fini sa vie à Cosne.
- Roger Bricoux (né le 1er juin 1891 à Cosne, mort le 15 avril 1912), violoncelliste, est le seul Français membre de l'orchestre du Titanic. Disparu dans le naufrage. Une plaque a été inaugurée à sa mémoire en 2000 à Cosne.
- Jacques Gadoin (né à Cosne en 1892-1974), homme politique, sénateur de la Nièvre de 1946 à 1965, conseiller général et maire de Cosne de 1953 à 1971.
- Marcel Montreuil (né à Cosne en 1894-1976), peintre, récompensé aux salons de Saint-Mandé et de Vincennes, mention honorable au Salon des artistes français[46].
- Alfred Stanke (1904-1975), dit « le Franciscain de Bourges », infirmier militaire allemand et franciscain, a séjourné à Cosne de 1963 à 1975. Le film Le Franciscain de Bourges (sorti en 1968) de Claude Autant-Lara, un timbre émis en 2000 et une plaque située à Cosne lui rendent hommage.
- Erica Lillegg (née en 1907 - morte à Cosne en 1988), romancière autrichienne.
- Jacques-Gilbert Guillon (né à Cosne en 1910-1997), officier de marine et écrivain.
- René Giblin (1911-2009), peintre, défenseur du patrimoine ligérien, né à Cosne[47].
- Jacques Huyghues des Étages (1923-2007), médecin, homme politique, conseiller général de 1970 à 1987, député de 1973 à 1993, maire de Cosne de 1977 à 1989 et ambassadeur auprès du Conseil de l'Europe de 1986 à 1988.
- José Quaglio (né en 1923-mort à Cosne en 2007), comédien et metteur en scène italien.
- Henry Meillant  (Henri Ravard) (1924-2011), écrivain, fondateur de la Société des poètes et artistes de France, a passé son enfance à Cosne et y a vécu de 1984 à sa mort.
- Jean Battut (1933-2022), instituteur et militant socialiste, professeur au lycée-C.E.S. de Cosne de 1959 à 1981.
- Didier Béguin (né en 1942), député de 1993 à 1997, conseiller général et maire de Cosne de 1989 à 2008.
- Yves Lemoine (né à Cosne en 1946-2021), magistrat et historien.
- Pierre Peignot (né à Cosne en 1947-2012), sculpteur.
- Michel Gaudin (né à Cosne en 1948), préfet de police de Paris.
- Rémy Garnier (né à Cosne en 1950), inspecteur des finances.
- Jean-Pierre Mignard (né en 1951), avocat et homme politique, a passé son enfance à Cosne et a été conseiller municipal de cette ville avant d'y être battu aux élections législatives en 1993.
- Claude Fournier (né en 1951), pilote français de rallye-raid.
- Didier Dagueneau (né à Cosne en 1956-2008), vigneron de notoriété mondiale.
- Gaëtan Gorce (né en 1958), homme politique, conseiller municipal de Cosne de 1995 à 2001, député de la deuxième circonscription de la Nièvre de 1997 à 2011 puis sénateur de la Nièvre de 2011 à 2017.
- Francis Tournefier (né à Cosne en 1964), haltérophile.
- Vincent Labaume (né à Cosne en 1965), artiste polygraphe.
- Valérie Rouzeau (née à Cosne en 1967), poétesse.
- Arnaud Cathrine (né à Cosne en 1973), écrivain.
- Thibault Algret (né à Cosne en 1975), joueur de rugby.
- Élodie Frégé (née à Cosne en 1982), chanteuse et actrice, gagnante en 2003 de la troisième saison de Star Academy, a été lycéenne à Cosne de 1997 à 2000 et y a vécu jusqu'en 2003.
- Cindy Fabre (née à Cosne en 1985), élue Miss France 2005.
- Gaël Cottat (né à Cosne en 1990), acteur et réalisateur.
- Jules Pommery (né à Cosne en 2001), athlète français.

### Héraldique
| Blason | Blasonnement : « D'azur à trois merlettes d'argent. » |